# Dasychira hylomima
Dasychira hylomima är en fjärilsart som beskrevs av Holland 1893. Dasychira hylomima ingår i släktet Dasychira och familjen tofsspinnare. Inga underarter finns listade i Catalogue of Life.